# Qāsemābād (ort i Khorasan)
Qāsemābād (persiska: قاسم آباد) är en ort i Iran.   Den ligger i provinsen Khorasan, i den östra delen av landet, 800 km öster om huvudstaden Teheran. Qāsemābād ligger 777 meter över havet och antalet invånare är 4 022.
Terrängen runt Qāsemābād är lite kuperad.Runt Qāsemābād är det glesbefolkat, med 13 invånare per kvadratkilometer. Qāsemābād är det största samhället i trakten. Trakten runt Qāsemābād är ofruktbar med lite eller ingen växtlighet.